# 放送大學
放送大學（日語：放送大学，舊稱），簡稱放大，由「特別學校法人」放送大學學園設立，是一所在1983年正式成立的日本大學，也是日本政府創建的私立大學。
校本部位于日本千葉縣千葉市。1985年4月正式錄取首批本科生，並開始授課，目前有學士課程和碩士、博士課程。学生可以注册为全科生，以取得学位为目的；也可以仅选修感兴趣的课程，取得的学分可以在日后升入全科生时记入学生成绩。

## 教育研究
放送大學是基於通訊進行教育的教育研究組織，分為基於通信進行教育的大學部、以及基於通訊進行教育的研究科。放送大學的教育方式分為通訊教學及面授教學，其特徵是畢業所需的大多數學分都由通訊教學來取得。另外，放送大學的教材不只限於學生可取得，校外人士可透過放送大學教育振興會來取得教科書等教材。
放送大學學生年齡層從10幾歲到90幾歲的都有，大學部學生共有77012人（包含選科与科目履修生），研究生有5262人（包含選科生、科目生、特別聽講生）。統計到2011年第一學期為止，已有畢業生65721人、結業生3164人取得了學位。

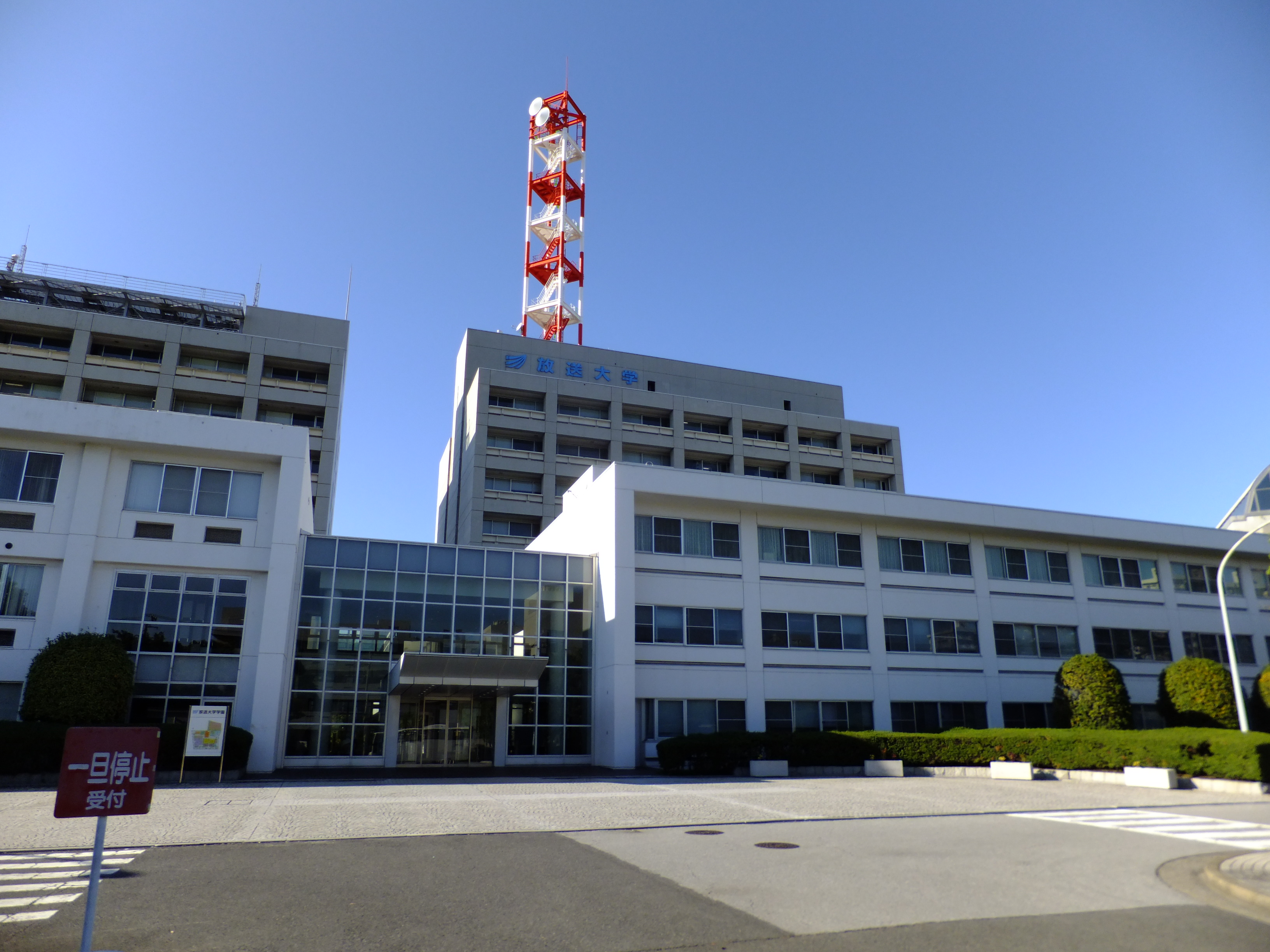
放送大學本部
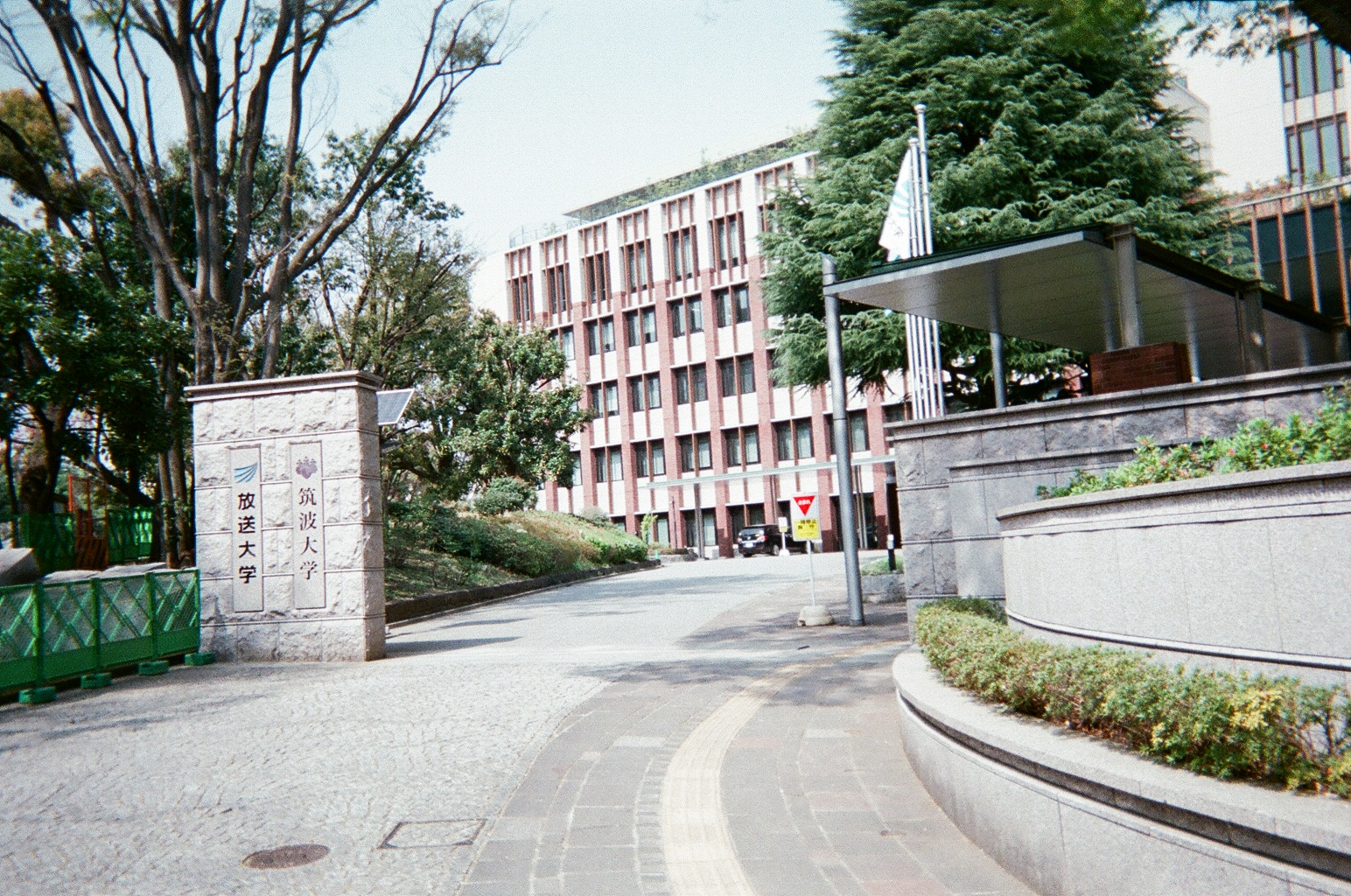
放送大学东京文京学习中心

## 广播电视频道
放送大学还开办了电视频道与广播频道，通过卫星电视面向日本全国播出。2018年9月之前，放送大学电视频道仅在少部分时段进行分频道广播。自2018年10月1日起，放送大学电视频道一分为二，其中BS231频道（“BS校园ex”）为“终身学习”频道，BS232频道（“BS校园on”）仍安排与之前类似的远程教育内容。2023年4月1日起，频道名称改为“放送大学BS231”和“放送大学BS232”，BS232频道成为BS231频道的子频道，两频道下午时段进行分途广播。
在2018年10月30日之前，电视频道与广播频道通过东京铁塔覆盖日本关东地区。其中地面電視呼號為JOUD-(D)TV，遥控器号码12；地面廣播電台呼號為JOUD-FM，东京地区频率FM 77.1MHz。由于放送大学地面电视及广播的牌照要到2018年10月30日到期，因此在10月1日至30日期间，地面电视频道同步播出放送大学BS231频道节目，并使用“L型画面”播出提示信息，提示观众改用BS卫星收看；FM广播则滚动播出音乐及提示信息。日本时间2018年10月30日，放送大学地面电视及声音广播正式停播。
与日本廣播協會（NHK）一样，放送大学不播出商业广告，全部经费来自学生学费及日本政府拨款。

## 外部連結
- 放送大學官方網站 （页面存档备份，存于）